# Volksparkstadion
Il Volksparkstadion (in italiano Stadio Parco del Popolo) è il principale stadio di Amburgo; sorge nella parte nord-ovest della città. Capace di contenere 57.000 spettatori, ospita le partite casalinghe dell'Amburgo. Dal 2001 al 2015 lo stadio ha avuto nomi diversi: AOL Arena (2001-2007), HSH Nordbank Arena (2007-2010) e Imtech Arena (2010-2015).
L'apertura dell'attuale impianto risale all'agosto 2000, mentre in precedenza la stessa superficie era occupata dal vecchio Volksparkstadion. Questo, sorto a sua volta nel 1953, è stato demolito a partire dal 1998 e il nuovo stadio è stato ricostruito ruotato di novanta gradi rispetto al precedente.
Ha mantenuto il nome di Volksparkstadion fino al 2001, quando la AOL Time Warner ne acquistò i diritti sul nome. L'impianto si è chiamato dunque AOL Arena fino al 2007 e HSH Nordbank Arena fino a luglio 2010; a questo punto, dalla sponsorizzazione con Royal Imtech N.V. il nome diventa Imtech Arena. Dal 1º luglio 2015 lo stadio torna però a chiamarsi Volksparkstadion.. Alcune regole dell'UEFA sulle sponsorizzazioni degli stadi, però, facevano sì che nelle competizioni europee venisse semplicemente indicato come Hamburg Arena.
Questo stadio era nel novero dei dodici stadi che hanno ospitato le partite dei mondiali del 2006: sono stati qui giocati quattro incontri dei gironi eliminatori, oltre al quarto di finale tra Italia e Ucraina; si è giocata qui anche la finale dell'UEFA Europa League 2009-2010 che ha visto opposti l'Atlético Madrid e Fulham. Nel vecchio stadio si erano invece giocate partite di tutte le manifestazioni che si sono svolte nel tempo in Germania Ovest: i mondiali del 1974 e gli europei del 1988.

## Storia
L'Amburgo non ha niente a che fare con le origini dello stadio, anche se è l'attuale proprietario dell'impianto. Prima di spostarsi nello stadio attuale l'Amburgo giocava alla Sportplatz am Rothenbaum. Il Bahrenfelder Stadion fu il primo stadio costruito sul luogo dove sorge l'AOL Arena. Venne inaugurato il 13 settembre 1925 con un incontro tra l'Altona e l'Amburgo. Davanti ad un pubblico di 25 000 persone l'Amburgo perse per 2-3. All'epoca lo stadio era noto anche come Altonaer Stadion non era comunque lo stadio di casa dell'Altona (che era l'Adolf-Jäger-Kampfbahn).
Tra il 1951 e il 1953 lo stadio venne ricostruito, e il 12 luglio venne riaperto con il nuovo nome di Volksparkstadion. Gran parte dei materiali di costruzione provenivano dalle macerie di Elmsbüttel, un quartiere di Amburgo distrutto dai bombardamenti Alleati della seconda guerra mondiale. Il nuovo stadio poteva contenere fino a 75 000 spettatori e venne usato per diversi eventi sportivi cittadini. Nel 1963 l'Amburgo si qualificò per l'appena creata Bundesliga e contestualmente si trasferì nel Volksparkstadion, più grande e moderno del Sportplatz am Rothenbaum. A quell'epoca l'Altona restò fuori dalla massima divisione e da allora lotta nelle serie minori. L'Amburgo iniziò a ottenere risultati significativi nella Bundesliga e così incrementò e mantenne saldo il suo status negli anni seguenti. La squadra giunse verso la fine degli anni settanta ad aprire un ciclo fruttuoso che la portò a vincere il campionato nel 1978-1979, 1981-1982, e 1982-1983, oltre a trionfare a livello europeo in Coppa delle Coppe e in Coppa dei Campioni. 

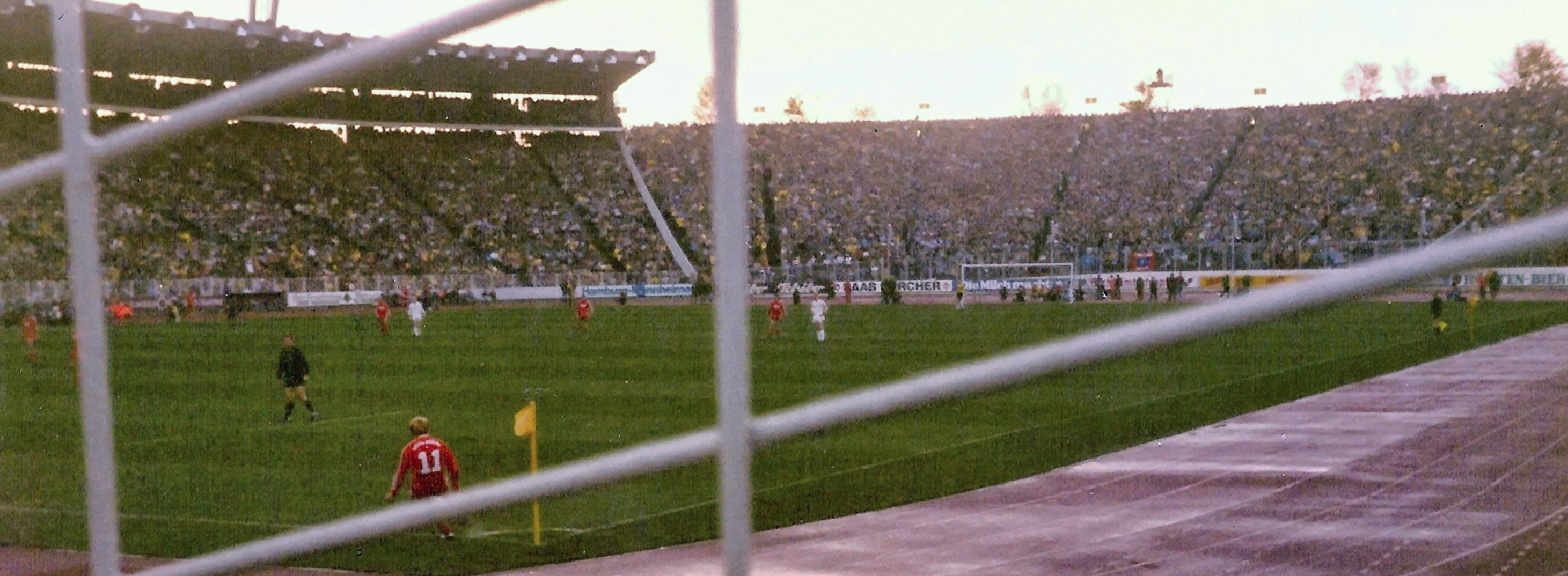
Il vecchio Volksparkstadion nel 1981

Nel maggio 1998 l'Amburgo decise di rimpiazzare l'impopolare Volksparkstadion con uno stadio nuovo di zecca. Questo non solo per aiutare la Germania ad essere pronta per il mondiale, ma anche perché diventava sempre più difficile andare incontro ai requisiti di sicurezza con il vecchio stadio. Questo venne completamente demolito e il nuovo stadio venne girato di 90° per fornire la stessa qualità di visione del campo a tutti gli spettatori sfruttando l'esposizione alla luce solare. I costi previsti per il nuovo stadio erano attorno ai 90-100 milioni di euro. Il nuovo stadio serve sia da campo di calcio che da arena per concerti. La capienza dello stadio durante le partite di club e di 55 000 posti e di 50 000 per gli incontri internazionali, quando i posti in piedi della tribuna nord vengono convertiti in posti a sedere. I permessi di costruzione del nuovo stadio vennero concessi il 30 aprile 1998. Il nuovo stadio rinunciò alla pista di atletica leggera, che aumenta la distanza tra campo e tribune. Lo stadio è stato inaugurato nel 2000, quando la Germania giocò contro la Grecia vincendo per 2-0. Nel nuovo stadio l'Amburgo è riuscito ad avere un pubblico medio di 50 000 persone. Al suo interno nel 2004 è stato aperto un museo dedicato alla storia dell'Amburgo. Nel 2001 la AOL Time Warner acquistò i diritti sul nome del Volksparkstadion per 30 milioni di marchi (15,3 milioni di euro). Alla scadenza del contratto con questo marchio, nel luglio 2007, la HSH Nordbank ha acquistato i diritti dello stadio e il nuovo nome divenne dunque HSH Nordbank Arena. Dal 2010, la HSH Nordbank è stata rimpiazzata dalla Imtech, che fino al 1º luglio 2015 ha dato il nome allo stadio: Imtech Arena.

## Incontri internazionali

### Mondiale 1974
I mondiali del 1974 si svolsero nella Germania Ovest e il Volksparkstadion fu uno degli stadi usati per il torneo. In combinazione con lo Stadio Olimpico ospitò tutti gli incontri del gruppo A della prima fase. Tre di questi si disputarono al Volksparkstadion. Il primo incontro fu quello tra Germania Est e Australia, dove il pubblico fu di sole 17 000 persone. L'evento successivo vide 53 300 persone assistere all'incontro tra Germania Ovest e Australia. Il pubblico salì a 60 200 il 22 giugno, quando i padroni di casa giocarono contro la Germania Est, che vinse per 1-0 con un gol al 77º minuto di Jürgen Sparwasser, centravanti del Magdeburg.
- Germania Ovest 2-0  Australia - (prima fase a gironi, 14 giugno).
- Australia 0-3  Germania Ovest - (prima fase a gironi, 18 giugno).
- Germania Est 1-0  Germania Ovest - (prima fase a gironi, 22 giugno).

### Europeo 1988
- Germania Ovest 1-2  Paesi Bassi - (semifinale, 21 giugno).

### Mondiale 2006
| Data           | Ora (CET) | Squadra #1     | Ris. | Squadra #2     | Fase del torneo  | Spettatori |
| -------------- | --------- | -------------- | ---- | -------------- | ---------------- | ---------- |
| 10 giugno 2006 | 21:00     | Argentina      | 2-1  | Costa d'Avorio | Girone C         | 49 480     |
| 15 giugno 2006 | 15:00     | Ecuador        | 3-0  | Costa Rica     | Girone A         | 50 000     |
| 19 giugno 2006 | 18:00     | Arabia Saudita | 0-4  | Ucraina        | Girone H         | 50 000     |
| 22 giugno 2006 | 16:00     | Italia         | 2-0  | Rep. Ceca      | Girone E         | 50 000     |
| 30 giugno 2006 | 21:00     | Italia         | 3-0  | Ucraina        | Quarti di finale | 50 000     |

### Finali di Coppa UEFA/UEFA Europa League
- Amburgo 0-3  IFK Göteborg - (ritorno, 19 maggio 1982);
- Atlético Madrid 2-1 d.t.s.  Fulham - (12 maggio 2010).

### Finale di Supercoppa UEFA
- Amburgo 1-1  Liverpool (andata, 22 novembre 1977);
- Amburgo 0-0  Aberdeen (andata, 22 novembre 1983).

## Record di spettatori
Il record di spettatori si è avuto il 9 aprile 2006 in una vittoria dell'Amburgo contro il Borussia Mönchengladbach (2-0) con 56 750 persone.

## Riconoscimenti
Il Volksparkstadion è uno degli stadi a 5 stelle dell'UEFA, il che gli permette di poter ospitare le finali di Europa League e di Champions League.

## Galleria d'immagini
Queste sono varie foto dell'interno dello stadio.

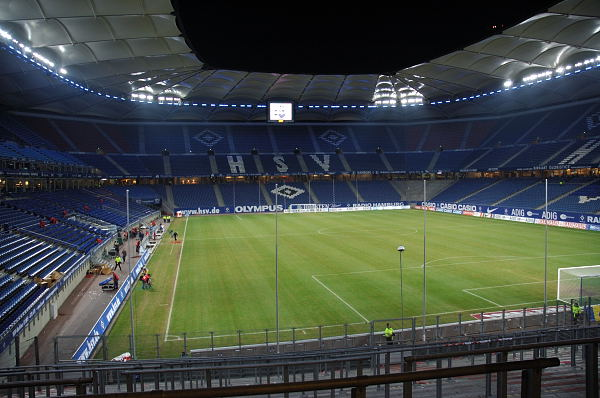
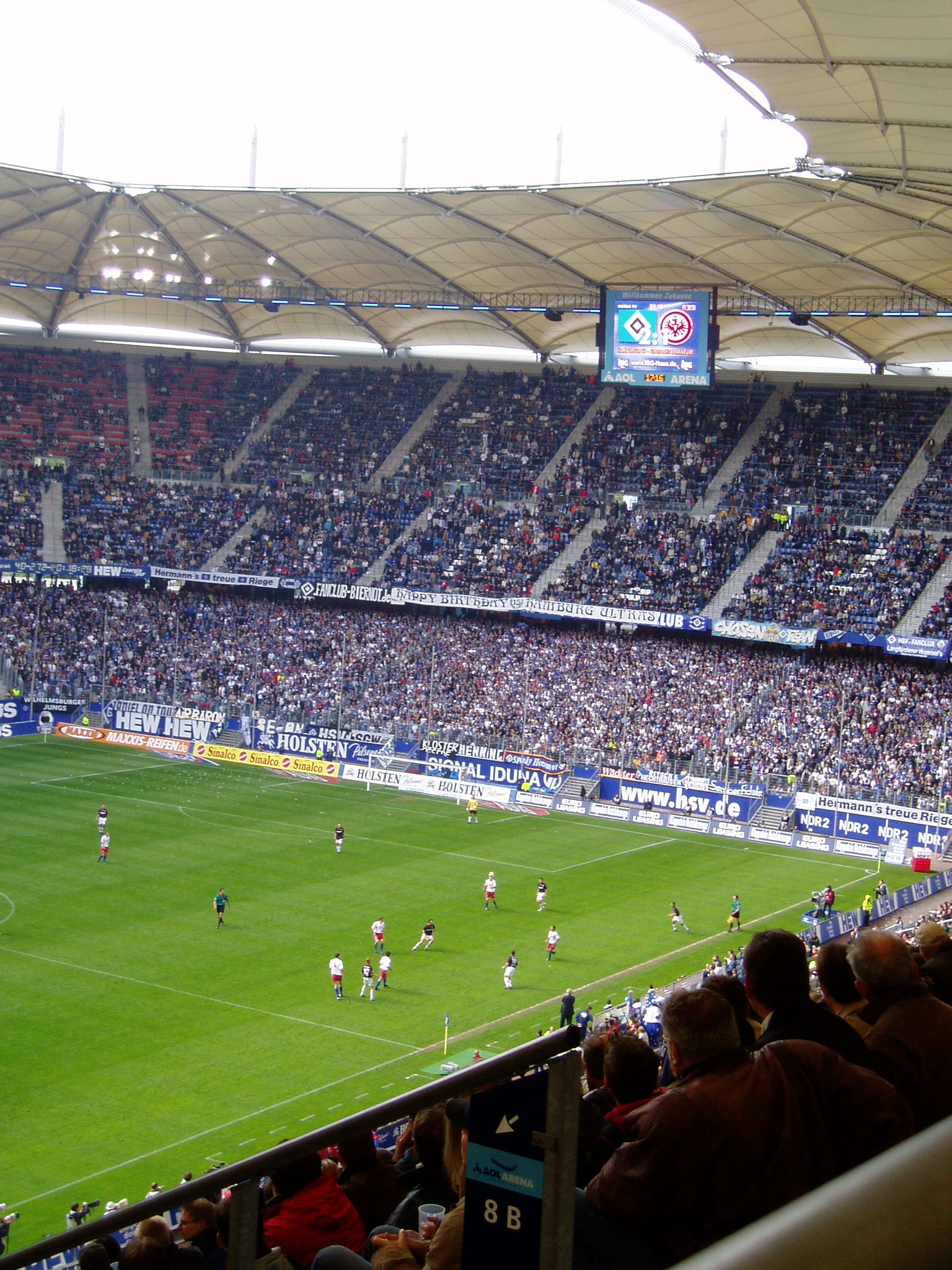
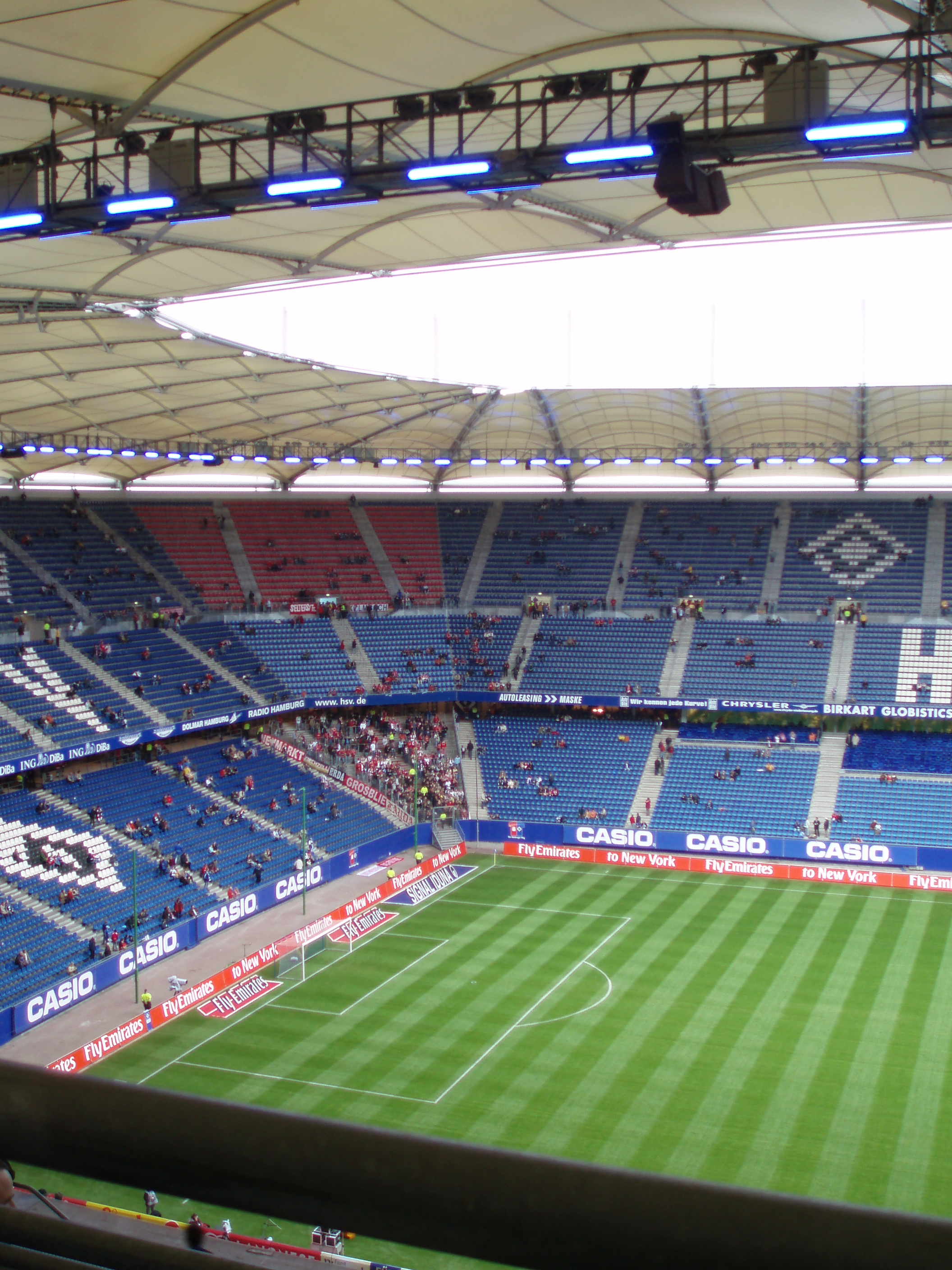
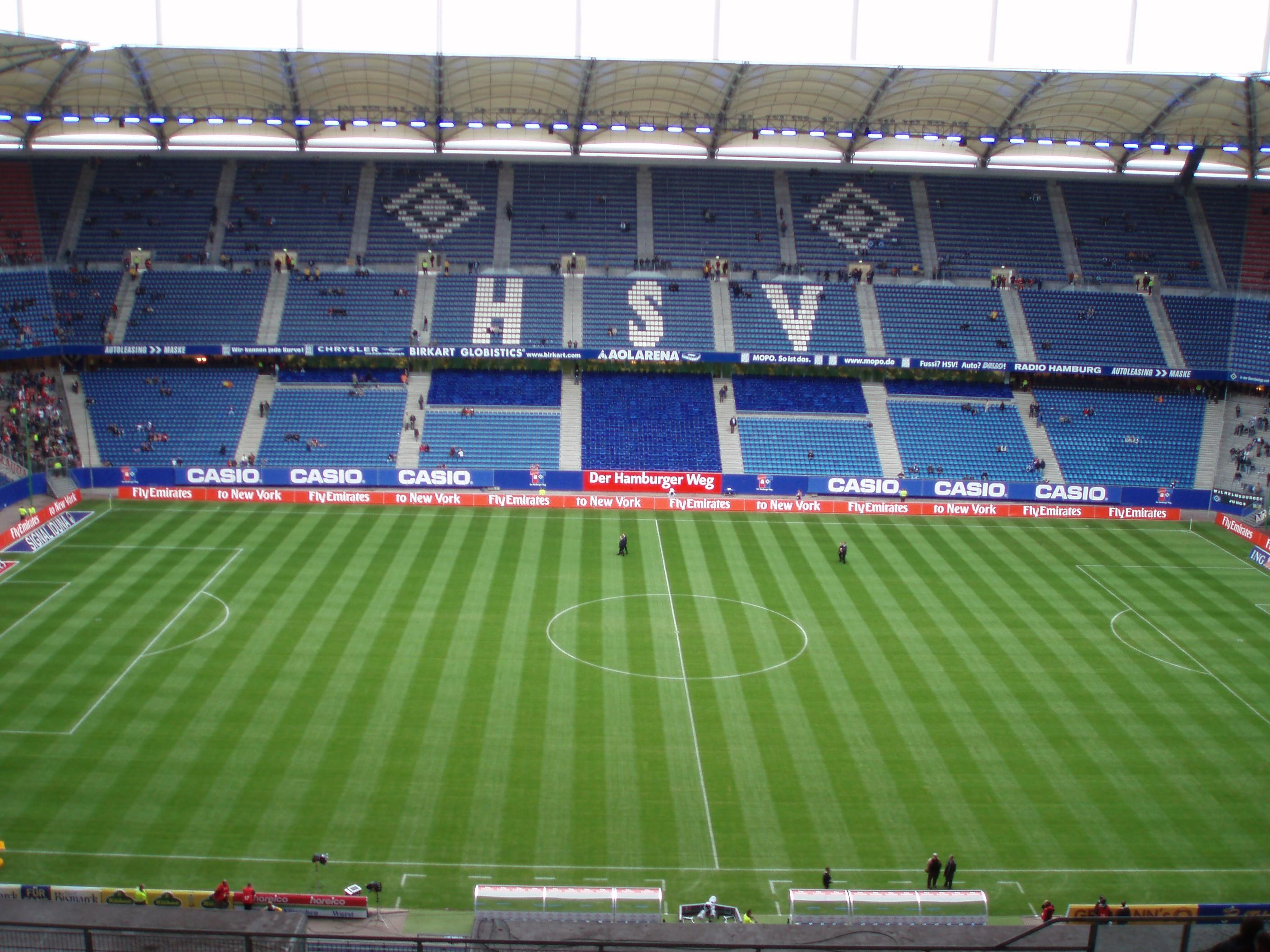
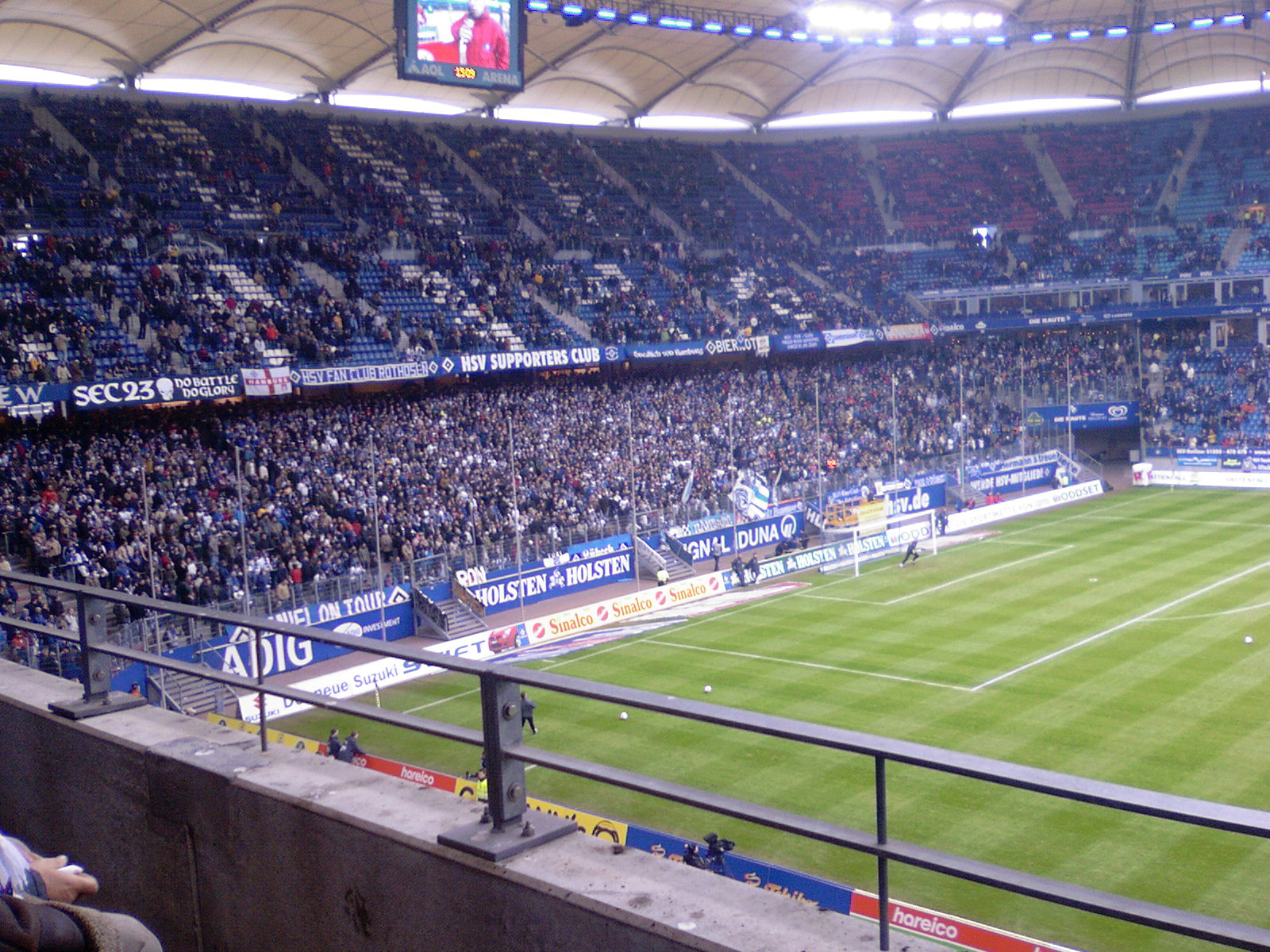
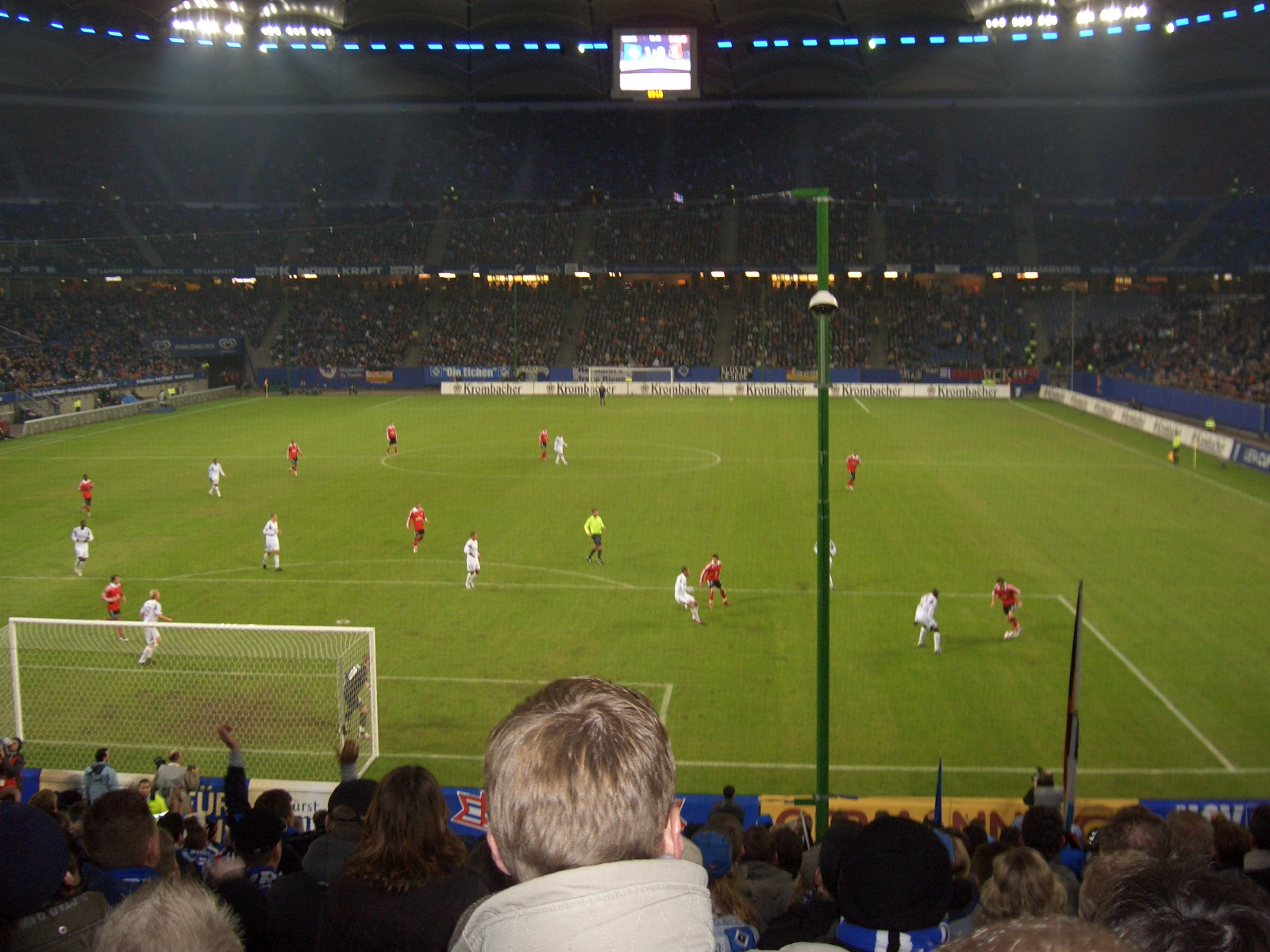

## Curiosità
- Il campo è riscaldato da un impianto sotterraneo. Ci sono 22 postazioni per telecamere che forniscono diverse inquadrature per gli spettatori televisivi. Ciò lo rende uno degli stadi più moderni del mondo.